# 長浜 (福島県耶麻郡猪苗代町)
猪苗代町の長浜（ながはま）とは、猪苗代湖の北西側にある浜。

## 概要

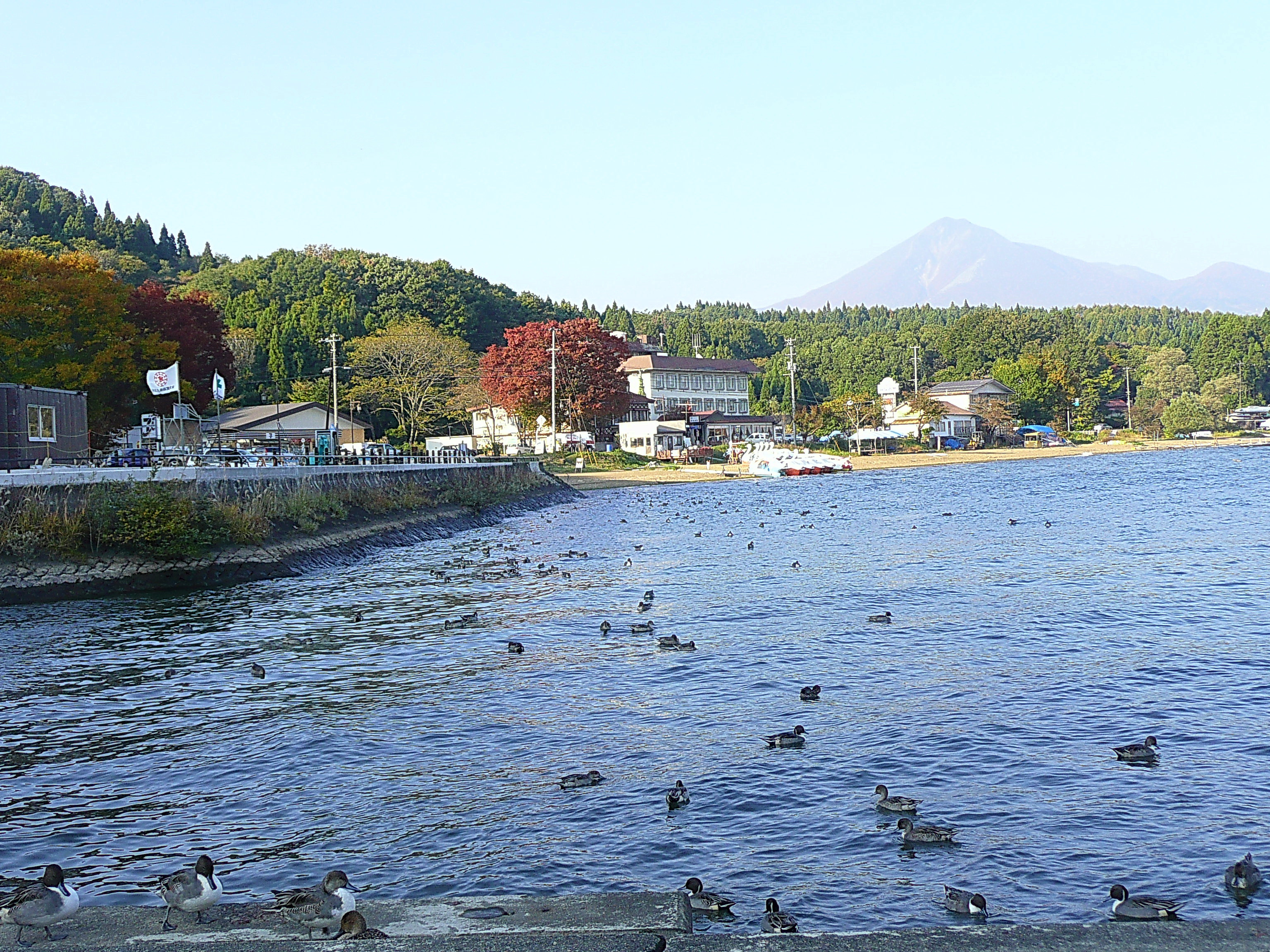
翁島港から眺める長浜

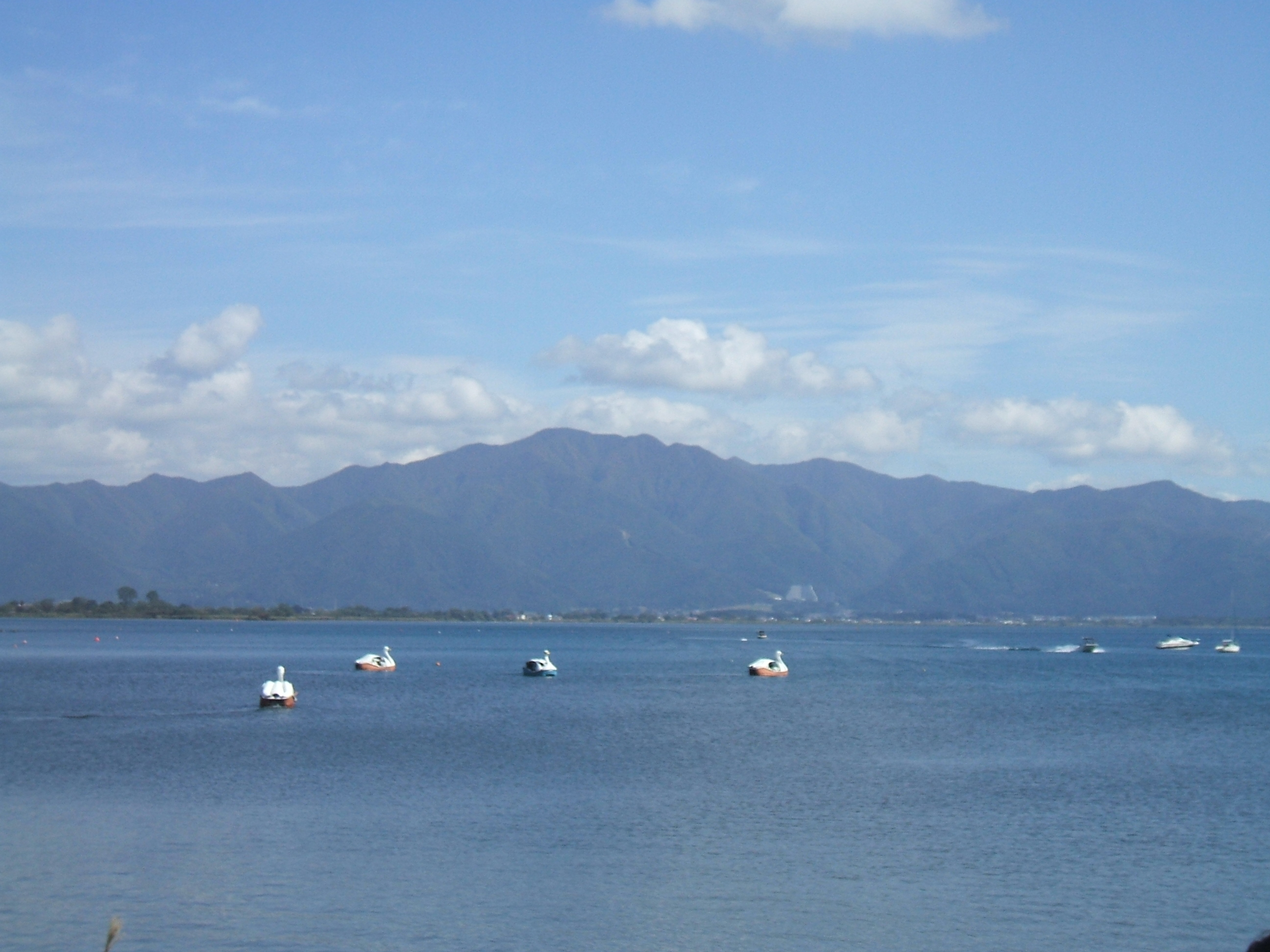
長浜からの眺め

猪苗代湖北東の福島県耶麻郡猪苗代町翁沢地区にあり、国道49号からアクセスできる。磐梯東都バスによるバスが運行されており、このバスは猪苗代町の玄関口である猪苗代駅や、町内出身の著名人関連施設、野口英世記念館などとの間を結んでいる。また、国道沿いに駐車場も備え、これらから分かるように、猪苗代町の観光を代表する観光地のひとつであり、同町を訪れる観光客による訪問が多い。ほかに、猪苗代湖北岸では志田浜も観光客が多いとされている。磐梯朝日国立公園に属する。
現在は観光地となっているが、陸路が未発達だった昭和初期にかけては、港としての役割も担っていた。天鏡閣や福島県迎賓館（旧高松宮翁島別邸）は、この時期に建造された別荘で、国の重要文化財に指定されている。湖の西北岸にあるため、南の方向や猪苗代町市街地方面の北岸への見通しが良く、対岸の山々や市街地を見ることができる。地域の主要な交通路、国道49号を郡山方面から走行してきた際には、上戸浜、志田浜、白鳥浜沿いなどを経由した後、最後に沿線に現れる猪苗代湖の浜である。

### 観光地として
上記のようにバスが運行されているほか、レストランなどを含むいくつかの商業施設なども存在している。他には、公衆トイレがあるほか、ボートのレンタルなども行われている。夏には湖水浴も可能で、浜開きや安全祈願祭を行った後、湖水浴にも利用されている。また、当浜からは磐梯観光船によって運航される遊覧船が存在する。この遊覧船は、4月ごろから11月ごろまで運航されており、複数のコースで運航されているほか、一部のコースは予約制になっている。

### 白鳥飛来地として
冬には越冬のためシベリアから飛来した白鳥やカモが現れる。湖の猪苗代町域と飛来する白鳥は、「猪苗代湖のハクチョウおよびその渡来地」として国の天然記念物に指定されている。前述の観光船でも白鳥をあしらったものが運行されるなど、猪苗代湖有数の白鳥飛来地としても有名である。

## 地形と地質
古磐梯山からの大規模な火山泥流が残した流れ山(泥流丘)である翁島丘陵の南東の麓にあたる。この火山泥流が古猪苗代湖を堰き止めて水位を上昇させ、その後の水位が下がる過程で堆積物が作り出した典型的な湖岸段丘であり、2005年に国土交通省国土地理院が、翁島とともに「日本の典型地形都道府県別一覧」の典型地形位置図に記載した。

## アクセス
- 磐越自動車道
  - 猪苗代磐梯高原インターチェンジ
- 国道49号
  - 国道下り線側に駐車場がある。この駐車場からは間近に湖を見ることができる。
- 東日本旅客鉄道（JR東日本）磐越西線
  - 翁島駅 - ただし、駅から浜までは距離があり国道49号などを経由する必要がある。
  - 猪苗代駅 - 駅前から長浜を経由する磐梯東都バスの路線が利用できる。